# Moonwalk (autobiografia)
Moonwalk è l'autobiografia di Michael Jackson, scritta nel 1988 insieme a Robert Hilburn e Stephen Davis e pubblicata dalla Doubleday. Si tratta dell'unica ufficiale e autorizzata dell'artista. La prefazione al libro venne scritta invece da Jacqueline Kennedy Onassis, allora redattrice della Doubleday e amica di Jackson.

## Trama
Nelle pagine di questa autobiografia Michael Jackson ripercorre le fasi principali della sua esistenza sia privata sia pubblica. Si parte con gli anni dell'infanzia e delle prime esperienze musicali, insieme ai fratelli, in piccoli e sconosciuti locali notturni fino al grande successo dei Jackson 5. Michael ricorda i viaggi in giro per il mondo, i primi screzi con la famiglia, ciò che ha ispirato le sue canzoni e la sua passione per i balletti che lo hanno reso celebre. Non mancano confessioni sul suo primo amore e sulle operazioni di chirurgia estetica.

Un capitolo a parte è dedicato ai suoi grandi amici: Diana Ross, Berry Gordy, Quincy Jones, Paul McCartney, Fred Astaire, Marlon Brando e Katharine Hepburn.

## Accoglienza
Moonwalk ha debuttato al numero uno nelle classifiche dei bestseller sia del quotidiano britannico The Times che in quella del Los Angeles Times raggiungendo il numero due nella sua prima settimana in quella del New York Times e raggiungendo il numero uno la settimana successiva. Nel giro di pochi mesi dalla sua uscita, Moonwalk aveva venduto 450 000 copie in quattordici paesi.